# 道の駅八ッ場ふるさと館
道の駅八ッ場ふるさと館（みちのえき やんばふるさとかん）は、群馬県吾妻郡長野原町にある国道145号の道の駅である。

## 概要
八ッ場ダム建設に伴う代替地、林地区に新設された。八ッ場あがつま湖の北側に面し、不動大橋を渡った南東にはJR吾妻線川原湯温泉駅がある。

## 施設
- 駐車場（小型車80台、大型車6台、身障者用3台）
- トイレ（男5、女4、身障者用1）
- 八ッ場食堂
- 八ッ場市場
- 足湯
- ヤマザキショップ
- 旬菜レストラン
- 情報休憩コーナー

## アクセス
- 林交差点の東側（国道145号・八ッ場バイパスと群馬県道375号林岩下線の交点）
- 川原湯温泉駅から西へ約1.5km
- Dts creation・「Dts line 八ッ場・草津温泉号」
（バスターミナル東京八重洲／大崎駅西口バスターミナル／池袋サンシャインバスターミナル／八潮駅東 - 道の駅八ッ場 - 草津温泉）